# Air Calédonie
Air Calédonie (vaak afgekort tot Aircal) is een Franse binnenlandse luchtvaartmaatschappij in het Frans overzees gebiedsdeel Nieuw-Caledonië. Ze is gevestigd op de luchthaven Nouméa-Magenta en biedt vluchten aan tussen Nouméa, Île des Pins, Lifou, Ouvéa, Maré en Tiga in de Loyaliteitseilanden en Koné, Touho, Koumac en Belep in de Province Nord. In het fiscale jaar 2009-2010 vervoerde ze 369.905 passagiers.
Air Calédonie mag men niet verwarren met Aircalin, de internationale luchtvaartmaatschappij van Nieuw-Caledonië.

## Geschiedenis
Air Calédonie is de opvolger van Transpac; deze luchtvaartmaatschappij werd op 9 december 1954 opgericht door enkele zakenlui en luchtvaartenthousiasten in Nieuw-Caledonië om Nouméa te verbinden met Île des Pins en de Loyaliteitseilanden. Ze begon te vliegen op 28 september 1955 met een De Havilland DH.89 Dragon Rapide, die het volgende jaar gezelschap kreeg van een De Havilland DH.114 Heron.
Op 1 januari 1968 veranderde de naam in Air Calédonie, en ze werd eigendom van de regering van Nieuw-Caledonië. Deze is meerderheidsaandeelhouder (50,28%), gevolgd door de provincie Loyaliteitseilanden (43,31%). De andere aandelen zijn in handen van Air France en privé-aandeelhouders.

## Vloot
De vloot van Air Calédonie bestaat in juli 2016 uit de volgende toestellen:
- 1 ATR-42
- 3 ATR-72